# Pagliacci
Paillasse
Pour les articles homonymes, voir Paillasse et Pagliacci (homonymie).

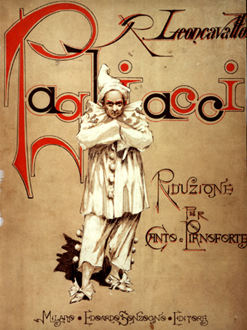
Couverture de la première édition de Pagliacci publiée par Sonzogno, Milan, 1892.

Pagliacci (Paillasse en français) est un opéra italien en deux actes de Ruggero Leoncavallo, créé le 21 mai 1892 au Teatro Dal Verme à Milan.
Pagliacci s'est rendu célèbre par la mise en abyme de son action dramatique, ainsi que par son manifeste — exposé par l'un des personnages lors d'un Prologue, dans lequel l'auteur appelle à rapprocher fiction et réalité, jusqu'à ne plus savoir distinguer l'une de l'autre. Servi par une musique passionnée et un sens aigu du drame, il illustre parfaitement l'esthétique vériste, fondée sur l'évocation réaliste et directe de « tranches de vie ». Il précède en cela certains aspects de l'œuvre de Giacomo Puccini, que l'on associe souvent au vérisme, qui en a subi l'influence, mais en le dépassant.
Réactualisant la question du paradoxe sur le comédien, qu'illustre le fameux air Vesti la giubba (« Mets la veste ») dans lequel Canio, en plein désarroi juste avant la représentation fatale, exhorte son propre personnage à paraître joyeux sur scène (« Ridi, Pagliaccio, e ognun applaudirà ! »), le rôle a été particulièrement prisé par de célèbres ténors, dont un des plus marquants fut au début du XXe siècle Enrico Caruso.
En raison de sa brièveté (environ 70 minutes) et d'une relative parenté, plus littéraire que musicale, il est souvent associé à un autre opéra vériste composé deux ans auparavant : Cavalleria rusticana de Pietro Mascagni (1890).

## Argument

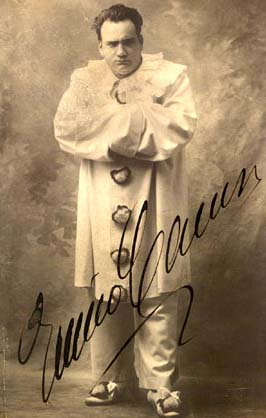
Le comédien Canio

La scène se passe dans un village de Calabre, Montalto Uffugo, un après-midi de 15 août.
Selon Leoncavallo lui-même, l'histoire serait inspirée d'un fait divers que le père de l'auteur aurait eu à juger : au cours d'une représentation de commedia dell'arte donnée dans un village de Calabre par une troupe de théâtre ambulant, le comédien Canio, mélangeant l'action de la pièce et la vie réelle, tue sa femme Nedda et l'amant de celle-ci, sous les applaudissements des spectateurs qui ne comprennent que trop tard le télescopage entre le jeu et la réalité.

## Distribution
- Canio alias « Pagliaccio » dans la comédie, directeur d'une troupe de comédiens ambulants (ténor)
- Nedda alias « Colombina », son épouse (soprano)
- Tonio alias « Taddeo », un clown (baryton)
- Beppe alias « Arlequin » (ténor)
- Silvio, un villageois, amant de Nedda (baryton)

## Adaptations
- Tragique destin (I pagliacci), film italien de Giuseppe Fatigati sorti en 1943.
- Pagliacci, film italien de Mario Costa avec Gina Lollobrigida sorti en 1948.
- Ridi, Pagliaccio, court-métrage d'animation de Ken Lidster dans lOpéra imaginaire, film musical d'animation produit par Pascavision et sorti en 1993.
- Lache Bajazzo ("Ris Bajazzo") films allemands de 1915 et de 1943.

## Discographie
- Luciano Pavarotti (Canio), Daniela Dessi (Nedda), Juan Pons (Tonio), Paolo Coni (Silvio), Ernesto Gavazzi (Pepe), Westminster Symphonic Choir (chœurs), Philadelphia Boys Choir (chœurs), Orchestre de Philadelphie, Riccardo Muti (dir.) - Philips Classics, 1993 (rééd. Decca, 2011)

## Référence culturelle
- Dans le roman Les Plouffe de Roger Lemelin, Ovide Plouffe, amateur d'opéra, met en scène Paillasse dans son salon familial. Son public de classe ouvrière a peur qu'il tue pour de vrai la comédienne incarnant Colombine. Lemelin reprend en sens inverse la confusion entre la réalité et la fiction à l'origine de Paillasse.
- Dans l'épisode Vendetta des Simpson, sur une scène italienne où Sideshow bob chante, vesti la giubbia, dans un spectacle de Pagliacci référence directe à cette œuvre assez comique tant donné que Sideshow Bob était un clown avant d'être un tueur.
- Dans Les Incorruptibles (Brian de Palma, 1987), Al Capone (Robert de Niro) pleure aux dernières mesures de Vesti la giubba quand on vient lui apprendre la mort de Malone (Sean Connery).
- Dans le jeu vidéo Balatro, Canio apparaît comme carte joker légendaire. Il augmente le score lorsque des figures sont détruites, faisant référence aux meurtres qu'il commet dans Paillasse.
- L'épisode 09 de la saison 4, "The Opera", de la série Seinfeld, a pour sujet les billets pour la soirée d'ouverture de Pagliacci avec Luciano Pavarotti.